# Roquebrune (Gironda)
 Roquebrune  es una población y comuna francesa, situada en la región de Aquitania, departamento de Gironda, en el distrito de Langon y cantón de Monségur.

## Demografía
| 282 | 258 | 237 | 230 | 213 | 217 |
| Para los censos de 1962 a 1999 la población legal corresponde a la población sin duplicidades (Fuente: INSEE [Consultar]) |     |     |     |     |     |